# آریما
آریما (به انگلیسی: Arima) چهارمین شهر بزرگ جمهوری ترینیداد و توباگو است. این شهر در ۲۶ کیلومتری شرق پرت آو اسپاین پایتخت کشور جای گرفته‌است.
جمعیت این شهر پر پایه آمار سال ۲۰۰۶ برابر با ۳۴٬۳۸۹ نفر بوده‌است. آریما به‌عنوان سومین شهر تاریخی کشور، در سال ۱۷۵۷ بنیان گذاشته‌شد.
SanFdo.PNG